# Рифаксимін
Рифаксимін — напівсинтетичний антибіотик з групи рифампіцинових антибіотиків для перорального застосування. Рифаксимін уперше синтезований Еджідіо Маркі та Лауреттою Монтеккі в лабораторії італійської компанії «Alfa Farmaceutici S.p. A. w.», які й отримали патент на спосіб синтезу цієї хімічної сполуки у 1982 році.

## Фармакологічні властивості
Рифаксимін — напівсинтетичний антибіотик з групи рифампіцинових антибіотиків широкого спектра дії. Препарат має бактерицидну дію, що полягає у порушенні синтезу білків та РНК у клітинах патогенних бактерій. До рифаксиміну чутливі такі збудники: стафілококи, стрептококи, Escherichia coli, Enterobacter spp., сальмонели, клебсієли, клостридії, шиґели, Pseudomonas spp., єрсинії, Enterococcus spp., Proteus spp., Serratia spp., Helicobacter pylori, Bacteroides spp., фузобактерії. Препарат запобігає надмірному утворенню аміаку та інших токсичних сполук, які сприяють розвитку печінкової енцефалопатії, зменшує підвищену проліферацію бактерій у кишечнику та зменшує кількість бактерій в дивертикулах кишечнику, сприяє зменшенню антигенних стимулів у кишечнику, що можуть підтримувати хронічне запалення кишечнику. Рифаксимін практично не всмоктується з шлунково-кишкового тракту, біодоступність препарату ~1%, в крові препарат визначається у дуже низьких концентраціях. Рифаксимін створює високі концентрації виключно в просвіті кишечника. В інших органах та рідинах препарат не визначається. Виводиться рифаксимін з організму з калом в незміненому вигляді, період напіввиведення не досліджений.

## Показання до застосування
Рифаксимін застосовується при гострих шлунково-кишкових інфекціях (включаючи «діарею мандрівників»), печінковій енцефалопатії, хронічному коліті, дивертикуліті, синдромі надмірного росту бактерій у тонкій кишці, з профілактичною метою при колоректальних операціях.

## Побічна дія
При застосуванні рифаксиміну зрідка (0,7—2% випадків застосування) можливі наступні побічні ефекти: нудота, блювання, біль в животі, кропив'янка.

## Протипокази
Рифаксимін протипоказаний при непереносимості рифампіцинових антибіотиків.З обережністю препарат застосовують під час вагітності. Під час лікування рифаксиміном рекомендовано припинити годування грудьми.

## Форми випуску
Рифаксимін випускається у вигляді таблеток по 0,2 г та гранулах по 1,2 г для приготування суспензії для перорального застосування.